# 钟萼连蕊茶
钟萼连蕊茶（学名：Camellia campanisepala）是山茶科山茶属的植物。分布在中国大陆的广东等地，生长于海拔650米至800米的地区，多生长于阔叶林，目前尚未由人工引种栽培。